# Spytihněv Brněnský
Spytihněv Brněnský († 1198/1199) byl syn Vratislava Brněnského z dynastie Přemyslovců a jeho manželky ruského původu. V letech 1189–1192 a 1194–1198/1199 byl knížetem brněnského údělu, jeho spoluvládcem byl bratr Svatopluk Jemnický.
V roce 1189 se na pražský trůn dostal Konrád II. Ota, vládce moravských údělů. Uvolnilo se tak místo pro Spytihněva a jeho bratra. Jejich moc ale nejspíš byla knížetem Konrádem dost omezena. Po smrti Konráda Oty v Itálii v roce 1191 podporoval jeho dědice, nejmladšího syna Soběslava I. Václava II. Brzy ovšem zahájili další Přemyslovci vzpouru – Přemysl Otakar, Vladislav Jindřich a biskup Jindřich Břetislav. Václav II. byl obležen na Pražském hradě a nakonec uprchl. Stejně tak Spytihněv Brněnský. Oba byli zajati v Míšeňsku, z vězení se ale podařilo dostat pouze Spytihněvovi, Václav tam zřejmě zemřel.
Spytihněv se poté spojil s biskupem Jindřichem Břetislavem a v roce 1193 společně vtrhli do Čech, aby z trůnu sesadili Přemysla Otakara I. Vojska se střetla u Zdic, kde většina šlechty knížete Přemysla zradila. Biskup v prosinci 1193 obsadil Pražský hrad a v roce 1194 i Moravu, kam dosadil zpět údělníky včetně Spytihněva. Přitom ale olomoucký a brněnský úděl ještě rozdělil – z Brněnska byl vydělen jemnický úděl, kam nový kníže dosadil Spytihněvova bratra Svatopluka.
V květnu 1197 opět vtrhl do Čech Přemysl Otakar, Spytihněv ale jeho vojsko zahnal zpět. Téhož roku zemřel kníže Jindřich Břetislav. Jeho nástupcem se sice stal Vladislav Jindřich, ten ale přenechal vládu Přemyslovi. Ten sice žádného údělníka nevyhnal, jejich moc byla beztak vlastně jen formální, ale Spytihněva nechal oslepit. V roce 1198 nebo 1199 pak bezdětný Spytihněv zemřel.